# Aeroportul Lyon–Saint Exupéry
Aeroportul Lyon-Saint Exupéry (în franceză Aéroport Lyon Saint-Exupéry) (IATA: LYS, ICAO: LFLL) este un aeroport din Colombier-Saugnieu, Rhône, Auvergne-Ron-Alpi, Franța metropolitană, Franța ce deservește zona Lyon. Aeroportul a fost tranzitat în 2022 de 8.558.341 de pasageri. A fost deschis în 20 aprilie 1975 și numit după Antoine de Saint-Exupéry.
Situat la o altitudine de 250 m, aeroportul dispune de 2 piste.

## Infrastructură

### Piste
Aeroportul dispune de 2 piste. Pista 17R/35L are suprafața de asfalt și dimensiunile 4.000 m × 45 m. Pista 17L/35R are suprafața de asfalt și dimensiunile 2.670 m × 45 m. 